# Dendrothele macrodens
Dendrothele macrodens är en svampart som först beskrevs av Coker, och fick sitt nu gällande namn av P.A. Lemke 1965. Dendrothele macrodens ingår i släktet Dendrothele och familjen Corticiaceae.   Inga underarter finns listade i Catalogue of Life.